# Ранок (Мікеланджело)

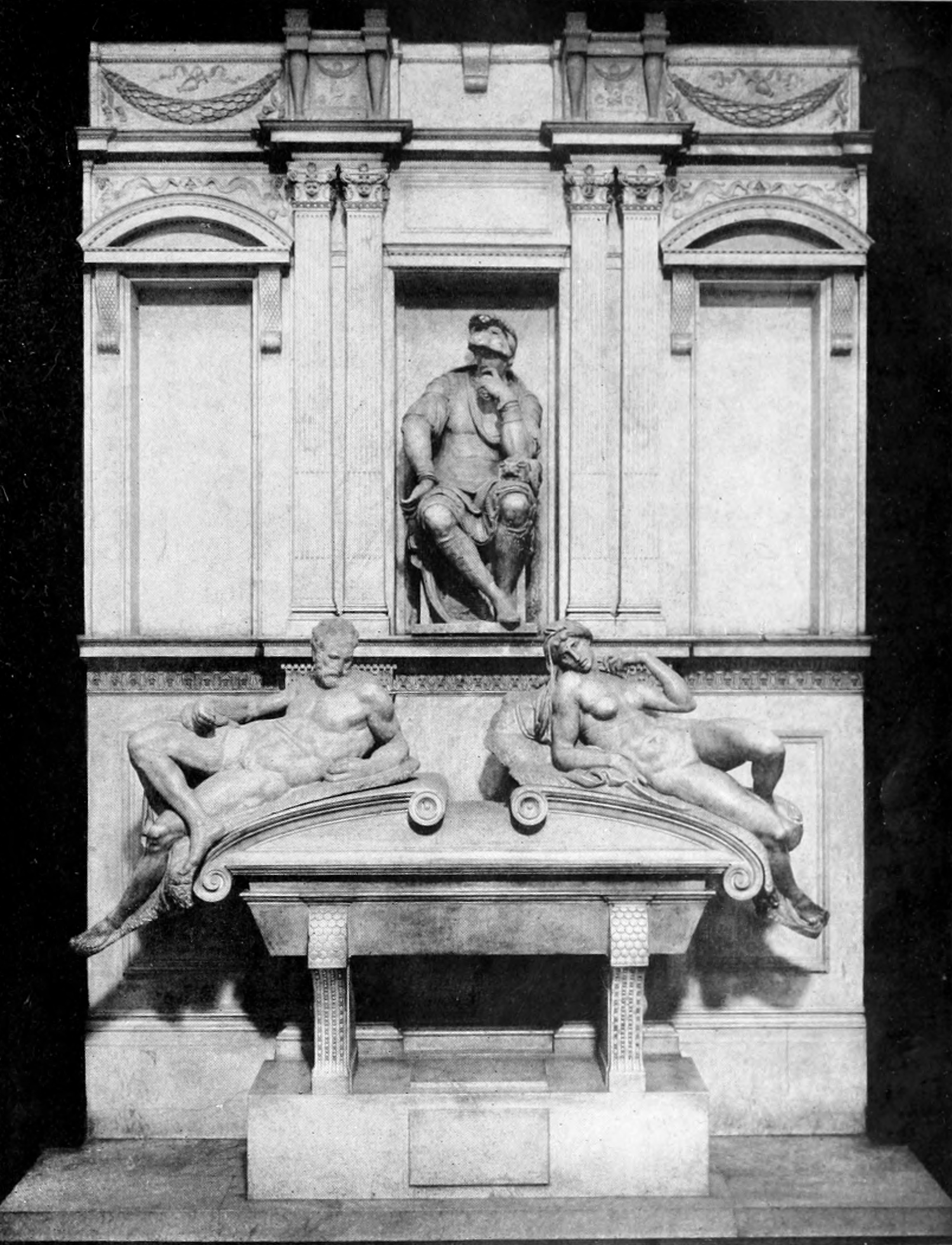
Нова сакристія церкви Сан Лоренцо. Надгробок Лоренцо II Медичі

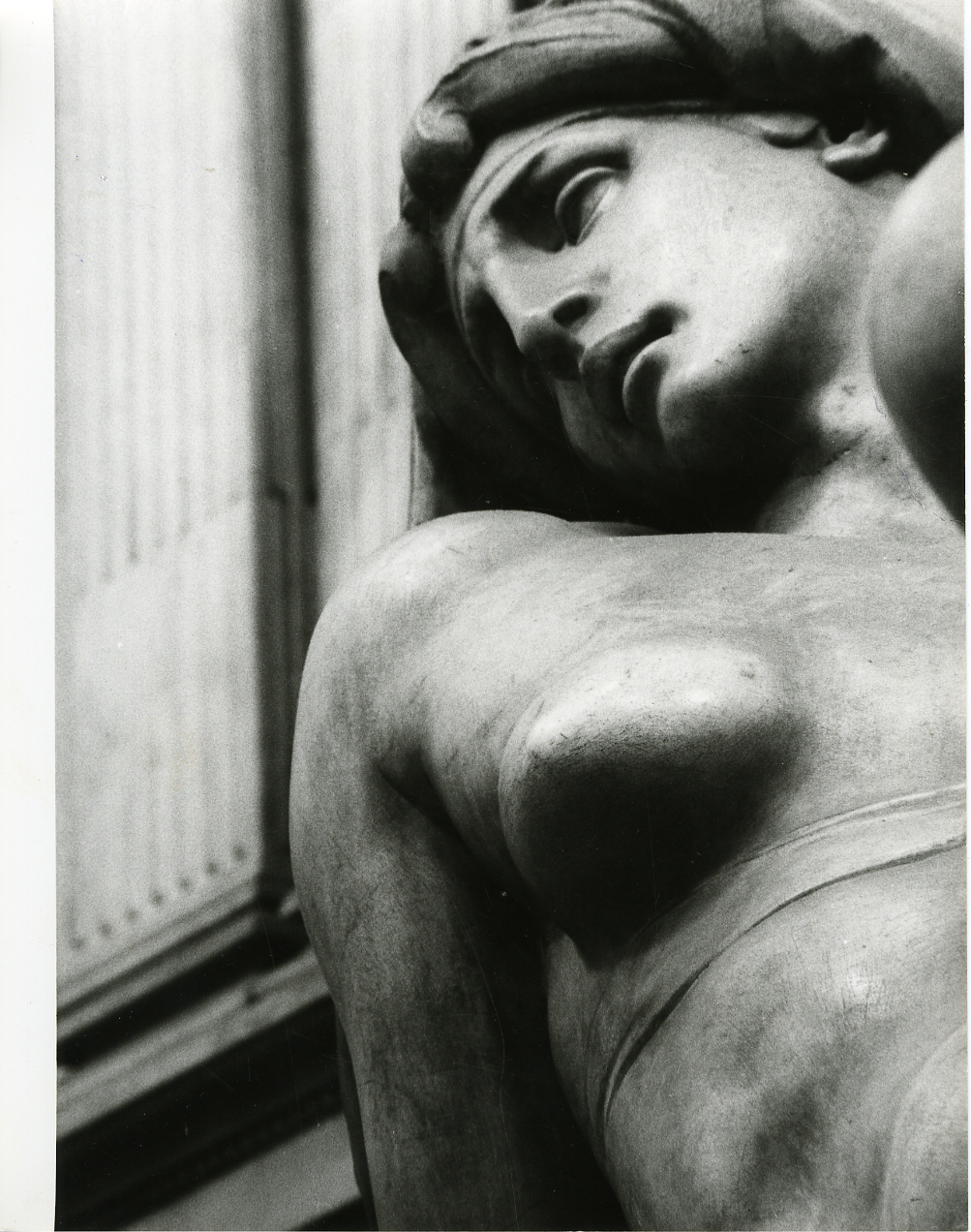
Фото Паоло Монті, 1975

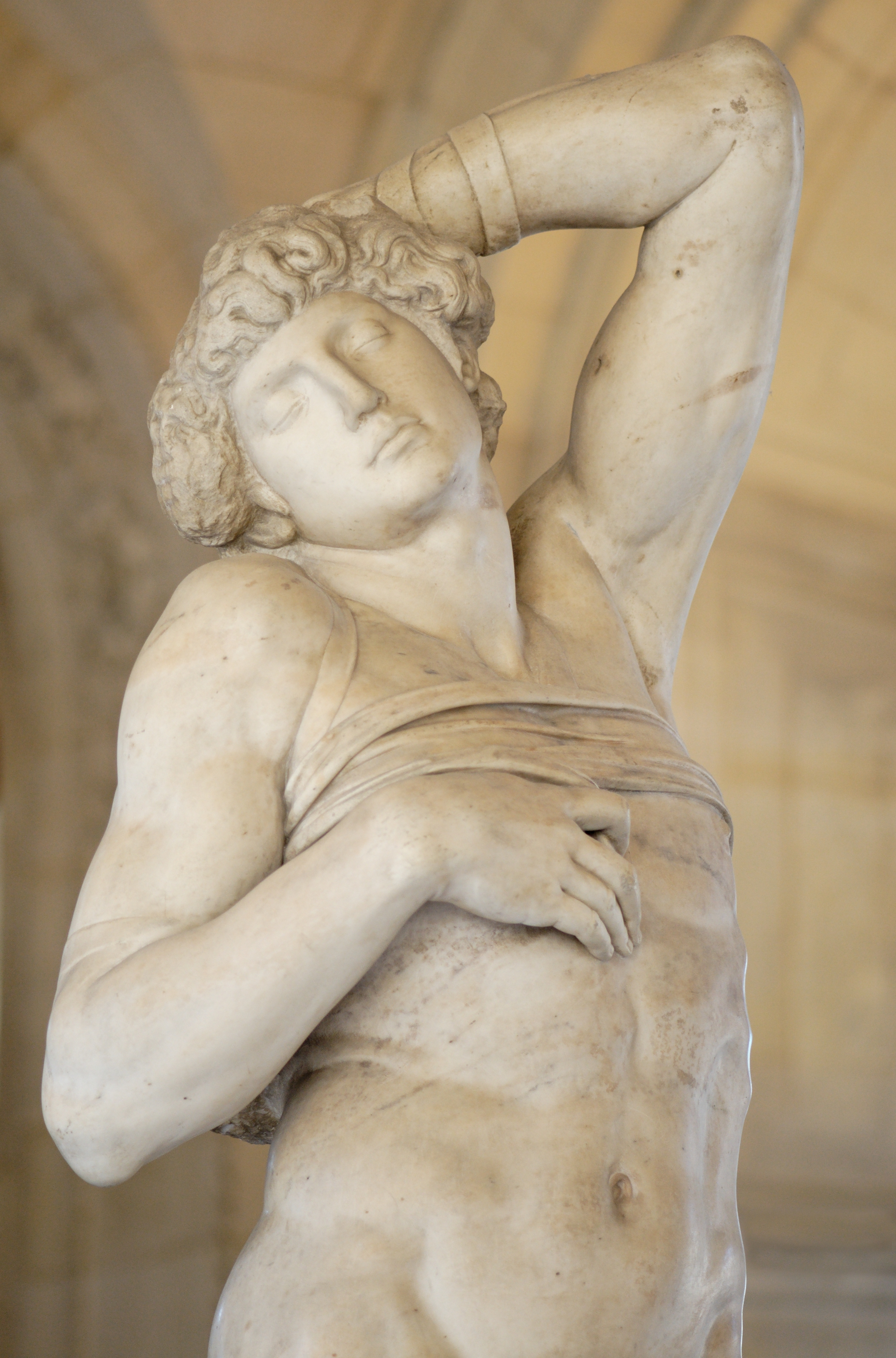
«Вмираючий раб» (фрагмент)

«Ра́нок» (італ. Aurora; також — «Світа́нок», «Авро́ра») — мармурова статуя, що зображує алегорію Ранку (чи Світанку), створена італійським скульптором і художником Мікеланджело Буонарроті протягом 1526 — 1531 рр. Статуя входить до композиції надгробку Лоренцо II Медичі у капелі Медичі.

## Історія створення
Нова сакристія (ризниця) була задумана як меморіальна капела Джуліано Медичі, брата Папи Римського Лева, і Лоренцо, його племінника, які померли молодими. Це був задум Лева X, але замовником став папа Климент VII, інший член сім'ї Медичі, який активно підтримував цей проект.
Мікеланджело працював над статуєю протягом 1526 — 1531 рр. За Ерпелем, остаточно статуя була дороблена 1531 року, разом із «Ніччю». 1534 року Мікеланджело поїхав до Рима, не встановивши скульптур і не завершивши гробниці[а].

### Попередня модель
Збереглася теракотова модель для статуї, створена близько 1524 року. У моделі відсутня голова, ліва рука та права нога нижче коліна. Попередня модель досить сильно відрізняється від скульптури, зокрема, позою. Ранок у мармурі є більш нахилена до глядача, тоді як за первинним задумом, вона лежала рівніше. Відрізняються також деталі — драпірування моделі значно пишніше. Також повністю завершена спина моделі, тоді як у статуї вона тільки грубо оброблена.
Модель зберігається у колекції музею Вікторії та Альберта (Лондон).

## Опис
Скульптура зображує жінку, що ще не прокинулась. Жінка напівлежить на саркофазі, спираючись на праву руку, а ліва, зігнута у лікті, завмерла у русі, майже торкаючись до зігнутої лівої ноги. У неї напівзакриті очі і привідкритий рот. Голова повернена до глядача і схилена на праве плече. Під грудьми у неї пов'язана стрічка, яка є символом рабства[б]. «Ранок» — повна протилежність «Ночі», тіло якої виносило багатьох дітей. Ця різна жіночність — дівоча «Ранку», зріла «Ночі» — є діалектичною відповідністю мадонні, що є одночасно і дівою, і матір'ю.
Вазарі писав про неї так:

| «(…) В її позі, хоч вона ще сонна, відчувається бажання прокинутись, підвестися з м'якого ложа; а прокинувшись, вона знайде очі великого герцога зімкненими. Тому у вічній красі своїй вона відвертається, виявляючи свій сум і скорботу»[1]. |
За Лібманом, «„Аврора“, ранкова зоря, болісно пробуджується від тяжких сновидінь. Риси її прекрасного обличчя сповнені страждань, а її квітуче молоде тіло вигинається, наче від внутрішнього болю». На думку Лазарєва, саме «неймовірний контраст між квітучим дівочим тілом і смертельно змученою душею у ньому підносить статую „Аврори“ на найвищі вершини мистецтва».

## Образ у мистецтві
У біографічному романі Ірвінґа Стоуна «Муки і радості» (1961) підкреслено той факт, що Мікеланджело, окрім мадонн, жіночих статуй у мармурі до цього не робив, тому і «Ніч», і «Ранок» є особливими у його творчості. У творі про статую написано так: «(…) „Ранок“ ще не прокинулась, завмерла між сном та реальністю, її голова все ще сонно спочиває на плечі, стрічка, міцно затягнута під грудьми, тільки підкреслювала їхній розмір, їхню цибулиноподібну форму; м'язи живота трохи обвисли, а лоно виснажене виношуванням плоду; уся важка дорога її життя читається у її напівзакритих очах та напіввідкритому роті; ліва рука зігнута і застигла у повітрі, готова впасти як тільки вона піведе голову з плечей, щоб зустріти день».
У японському аніме-серіалі «Ерґо Проксі» (2006) усі чотири статуї-алегорії виступають радниками правителя міста Ромдо (Рим?). Скульптура «Ранок» — персоніфікація французького філософа Жака Дерріду, засновника деконструкції.

## Виноски
1. 1 2  Вазарі, 1970, с. 346.
2. ↑  Эрпель, 1990, с. 14.
3. 1 2  LeBrooy, 1972, с. 38.
4. ↑  LeBrooy, 1972, с. 39.
5. ↑  LeBrooy, 1972, с. 41.
6. 1 2  Микеланджело. Поэзия. Письма, 1983, с. 20.
7. ↑  Эрпель, 1990, с. 52.
8. ↑  Либман, 1964, с. 22.
9. ↑  Стоун, 1991, с. 667.
10. ↑  Irving Stone. The Agony and the Ecstasy (англ.) . www.scribd.com. с. 696. Архів оригіналу за 21 липня 2013. Процитовано 21 липня 2012. (…) Dawn as not yet awake, caught in the transition between dream and reality, her head still resting wearily on her shoulder; a band drawn tight under the breasts to emphasize spatially their bulbous quality; the stomach muscles sagging, the womb exhausted from bearing, the whole arduous journey of her life in the half-closed eyes and half-open mouth; the left arm bent and suspended in air, ready to fall as soon as she lifted her head from her shoulder to face the day
11. ↑  Візуальні цитати. ERGO PROXY SUM (рос.) . Архів оригіналу за 23 липня 2013. Процитовано 21 липня 2012.
12. ↑  Наталя Куликова (25 січня 2003). Медичі — символ епохи Відродження. Архів оригіналу за 23 липня 2013. Процитовано 21 липня 2012.